# Karsten Bailey
Karsten Mario Bailey (Newnan, 10 agosto 1975) è un ex giocatore di football americano statunitense che ha militato nel ruolo di wide receiver nella National Football League (NFL).

## Carriera
Bailey fu scelto nel corso del terzo giro (82º assoluto) del draft NFL 1999 dai Seattle Seahawks. Vi giocò per due stagioni e 11 partite, con un touchdown su ricezione. Nel 2002 firmò con i Green Bay Packers con cui disputò le ultime due annate in carriera.